# Kombajn zbożowy

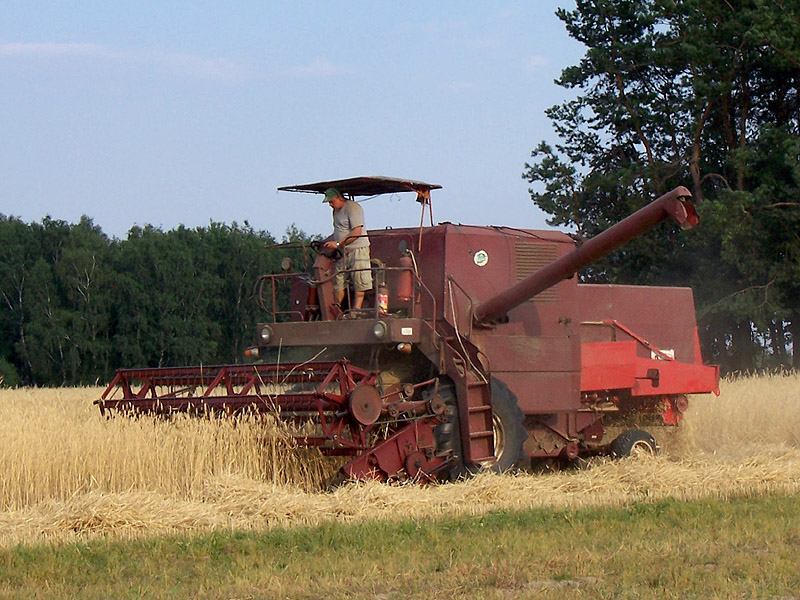
Kombajn zbożowy Bizon ZO56

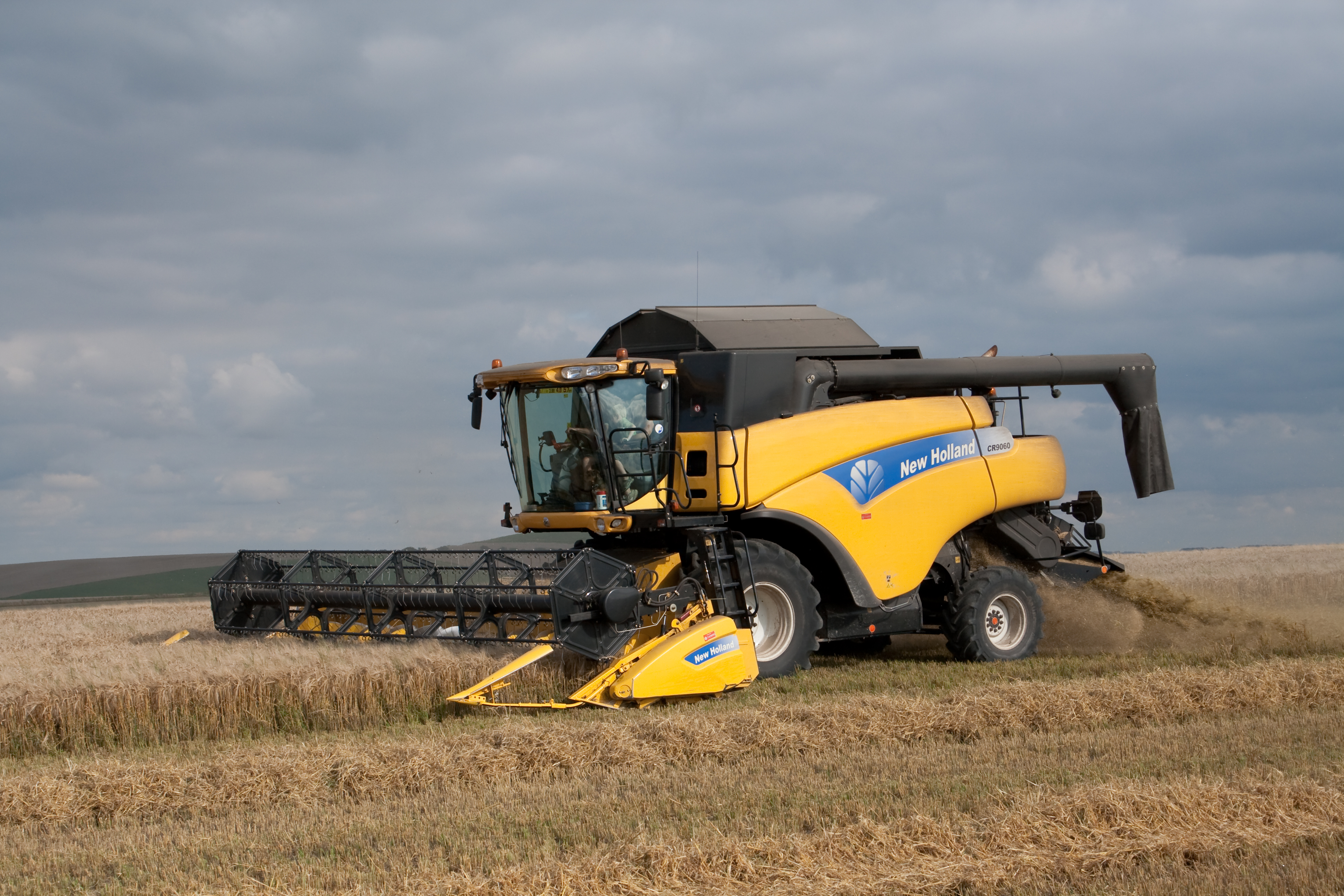
Kombajn zbożowy New Holland CR9060, z 6,5 m zespołem żniwnym, o mocy 415 KM, ze zbiornikiem o pojemności 11,1 tys. litrów

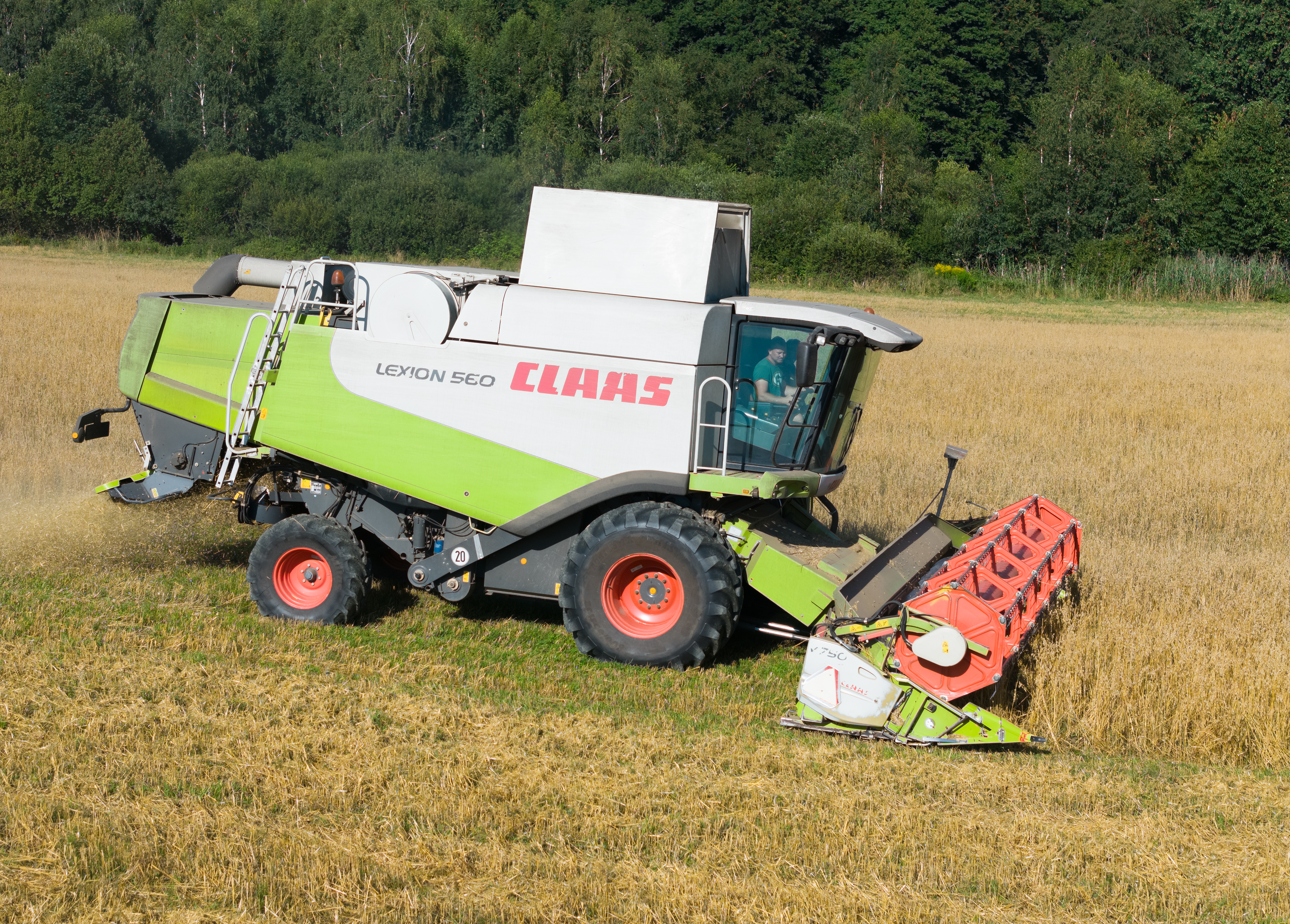
Kombajn zbożowy Claas Lexion 560

Kombajn zbożowy – maszyna rolnicza, kombajn rolniczy przeznaczony głównie do zbioru zbóż. 
Kombajn jest maszyną jednoetapową służącą do jednoczesnego koszenia, młócenia i transportu zastępującą w przeszłości używane kosiarki i młocarnie.
Kombajn zbożowy jest wykorzystywany głównie do zbioru ziarniaków i zbóż: pszenicy, jęczmienia, żyta, owsa czy pszenżyta. Zmodyfikowany i zaadaptowany może służyć również do zbioru rzepaku, kukurydzy, słonecznika czy roślin motylkowych (groch, łubin i inne).